# Cremnothamnus
Cremnothamnus là một chi thực vật có hoa trong họ Cúc (Asteraceae).

## Loài
Chi Cremnothamnus gồm các loài: